# Selección femenina de hockey sobre césped de Zimbabue
La selección femenina de hockey sobre césped de Zimbabue representa al país en las competiciones organizadas por la Federación Internacional de Hockey y la Federación Africana de Hockey.

## Historia

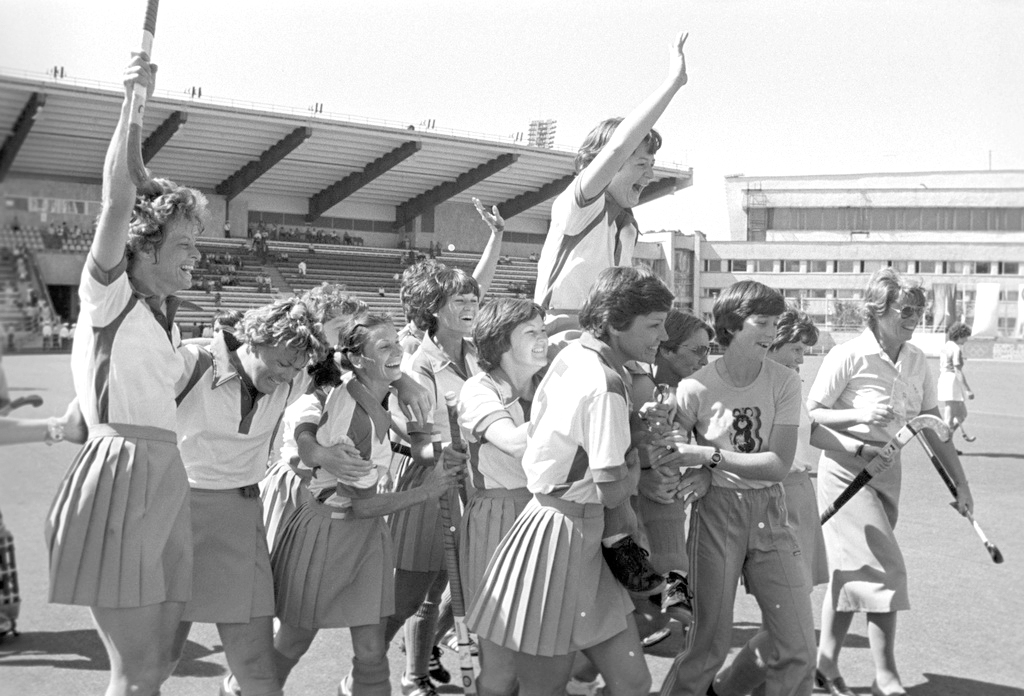
Las jugadoras de Zimbabue celebrando la obtención de la medalla de oro en los Juegos Olímpicos de Moscú 1980.

La actuación más destaca de la selección zimbabuense se dio en los Juegos Olímpicos de Moscú 1980. Inicialmente no estaba clasificada para disputar el torneo, pero debido al boicot que hicieron varios países a la competencia, recibió la invitación para participar en el certamen. Se convirtió en la revelación del torneo al ganar la primera y única medalla de oro de la selección zimbabuense.

## Resultados

### Juegos Olimpicos
- 1980 –

### Copa Africana de Naciones
- 1990 –
- 1994 –
- 1998 –
- 2022 – 4to

### Juegos Panafricanos
- 1995 –
- 1999 –
- 2003 – 5to

### FIH Hockey Series
- 2018/19 – Primera Ronda